# Haliscera conica
Espèce
Haliscera conica  est une espèce de tracyméduses appartenant à la famille des Halicreatidae.

## Habitat et répartition
Cette espèce est présente dans l'Atlantique et en Méditerranée.